# Prix de la ville de Hattingen pour la littérature jeunesse
Le prix de la Ville de Hattingen pour la littérature jeunesse (Hattinger Förderpreis für junge Literatur) est un prix littéraire allemand décerné depuis 1991 par la ville de Hattingen (Rhénanie-du-Nord-Westphalie).

## Description
Depuis 2011, la ville de Hattigen décerne deux prix  : le prix du jury et le prix du public. Ils sont décernés tous les deux ans. Ils récompensent deux personnes autrices d'un ouvrage pour la jeunesse, âgées de 16 à 25 ans. 

## Lauréats (liste non exhaustive)
- 1993 : Silke Andrea Schuemmer et Stefan Melneczuk
- 1995 : Christina Dunker
- 1996 : Thomas von Steinaecker
- 2001 : Jörg Albrecht
- 2002 : Susanne Heinrich
- 2003 : Nora-Eugenie Gomringer
- 2004 : Cornelia Travnicek
- 2007 : Finn-Ole Heinrich
- 2011 : Paula Fürstenberg
- 2015 : Andreas Schaible
- 2017 : Viola Rosa Semper et Sarah Grandjean
- 2019 : Linda König[2]